# Ordem do Mérito Marítimo
A Ordem do Mérito Marítimo, ordem honorária francesa criada em 9 de fevereiro de 1930 por iniciativa de Louis Rollin, Ministro da Marinha Mercante, visa recompensar o valor profissional dos marinheiros e o mérito dos cidadãos que se destacaram pelos serviços indivíduos para o desenvolvimento e influência de atividades marítimas.

## História
Fundada em 1930 na França, após mais de 20 anos de debate no Parlamento, a Ordem do Mérito Marítimo queria distinguir os riscos incorridos e os serviços prestados pelos marinheiros, ela também enfatizou a importância do papel econômico da marinha mercante para o país. Essa ordem foi reorganizada em 1948, pela primeira vez, e novamente por decreto em 17 de janeiro de 2002

## Conselho da Ordem
O conselho da ordem inclui: 
- o ministro encarregado do mar, presidente;
- o ministro responsável pela pesca marítima;
- um membro do Conselho da Ordem da Legião de Honra, vice-presidente, proposto pelo Grande Chanceler;
- um conselheiro de Estado, proposto pelo Vice-Presidente do Conselho de Estado;
- um oficial-general da marinha nacional, proposto pelo ministro do exército;
- O inspetor geral de assuntos marítimos;
- Diretor da administração central do ministério responsável pelo mar.

Ele é responsável por examinar os arquivos de propostas, promoções e disciplina de pedidos. O chefe do gabinete do ministro responsável pelo mar assegura o secretariado do conselho da ordem.

## Graus
A ordem inclui os graus de Cavaleiro, Oficial e Comendador.

## Classificação em Ordem
A classificação (nomeação ou promoção efetiva) na ordem do mérito marítimo ocorre assim que o decreto é assinado pelo ministro do Mar, diferentemente das duas ordens nacionais da Legião de Honra e Mérito, para o qual isso ocorre somente no dia da apresentação das insignias.

## Cotas
As cruzes são divididas em três cotas: 
- cota A - pessoal da marinha mercante, das administrações civis do Estado e das tripulações dos botes salva-vidas;
- cota B - pessoal militar do Ministério das Forças Armadas;
- cota C - indivíduos distintos no campo marítimo.

O decreto de 31 de julho de 2019, modificado pelo decreto de 19 de novembro de 2019, fixa o número total das cotas de mérito marítimo para o ano 2020 em 417, ou seja: 
- 340 Cavaleiros
- 65 Oficiais
- 12 Comendadores

As insignias concedidos a estrangeiros estão fora da cota.

## Condições de atribuição
Para ser nomeado cavaleiro, você deve pertencer a uma dessas três cotas e provar que completou pelo menos quinze anos de serviço ou atividade. A duração dos serviços prestados na marinha nacional está incluída no cálculo desses quinze anos. Os serviços excepcionais claramente caracterizados no domínio marítimo, em particular os atos de heroísmo e devoção realizados no mar, podem isentar condições de duração do serviço, desde que seja expressa a reserva expressa de não ultrapassar nenhum grau. A Cruz do Mérito Marítimo pode ser conferida postumamente. Finalmente, a título excepcional, uma pessoa falecida ou gravemente ferida no mar pode ser nomeada ou promovida em ordem de forma excepcional e fora da cota assim que sua morte ou lesões estiverem diretamente relacionadas ao cumprimento de uma missão. serviço público, um ato de assistência ou resgate ou o exercício de uma atividade profissional.
O Ministro responsável pelo mar e o Ministro responsável pela pesca marítima são comandantes do Mérito Marítimo desde o início da posse, desde o decreto de 17 de janeiro de 2002 (artigo 7).

## Insígnia e Fita
A insígnia tem a forma de uma rosa dos ventos, com dezesseis ramos, na qual é aplicada uma âncora e cujos oito ramos principais são decorados com esmalte branco. No anverso, uma efígie da República é representada cercada por um círculo de esmalte azul e com as inscrições "República Francesa", enquanto o reverso traz a menção "Mérito marítimo". A fita é azul com duas faixas verdes mais finas nas laterais longitudinalmente.

Cavaleiro
Oficial
Comendador

## Personalidades condecoradas
Entre os indivíduos ilustres estão: explorador Jacques-Yves Cousteau; os navegadores Éric Tabarly, Gérard d'Aboville, Olivier de Kersauson, Michel Desjoyeaux, Catherine Chabaud, Isabelle Autissier, Titouan Lamazou; o proprietário Jacques Saadé; o lutador da resistência e estadista René Pleven; a Presidente do Banco Central Europeu Christine Lagarde;  o príncipe Albert de Mônaco.